# Sirisia
Sirisia är en ort i Kenya.   Den ligger i länet Busia, i den västra delen av landet, 300 km väster om huvudstaden Nairobi. Sirisia ligger 1 166 meter över havet och antalet invånare är 944.
Terrängen runt Sirisia är platt. Runt Sirisia är det ganska tätbefolkat, med 144 invånare per kvadratkilometer. Närmaste större samhälle är Port Bunyala, 3,7 km sydväst om Sirisia. Omgivningarna runt Sirisia är en mosaik av jordbruksmark och naturlig växtlighet.